# Leptura semiannulata
Leptura semiannulata es una especie de escarabajo longicornio del género Leptura, categorizada en la tribu Lepturini, de la subfamilia Lepturinae. Fue descrita por Pic en 1916.

## Descripción
Mide 10-12,7 mm de longitud.

## Distribución
Se distribuye por China, India, Laos y Birmania.